# Fisher Ames

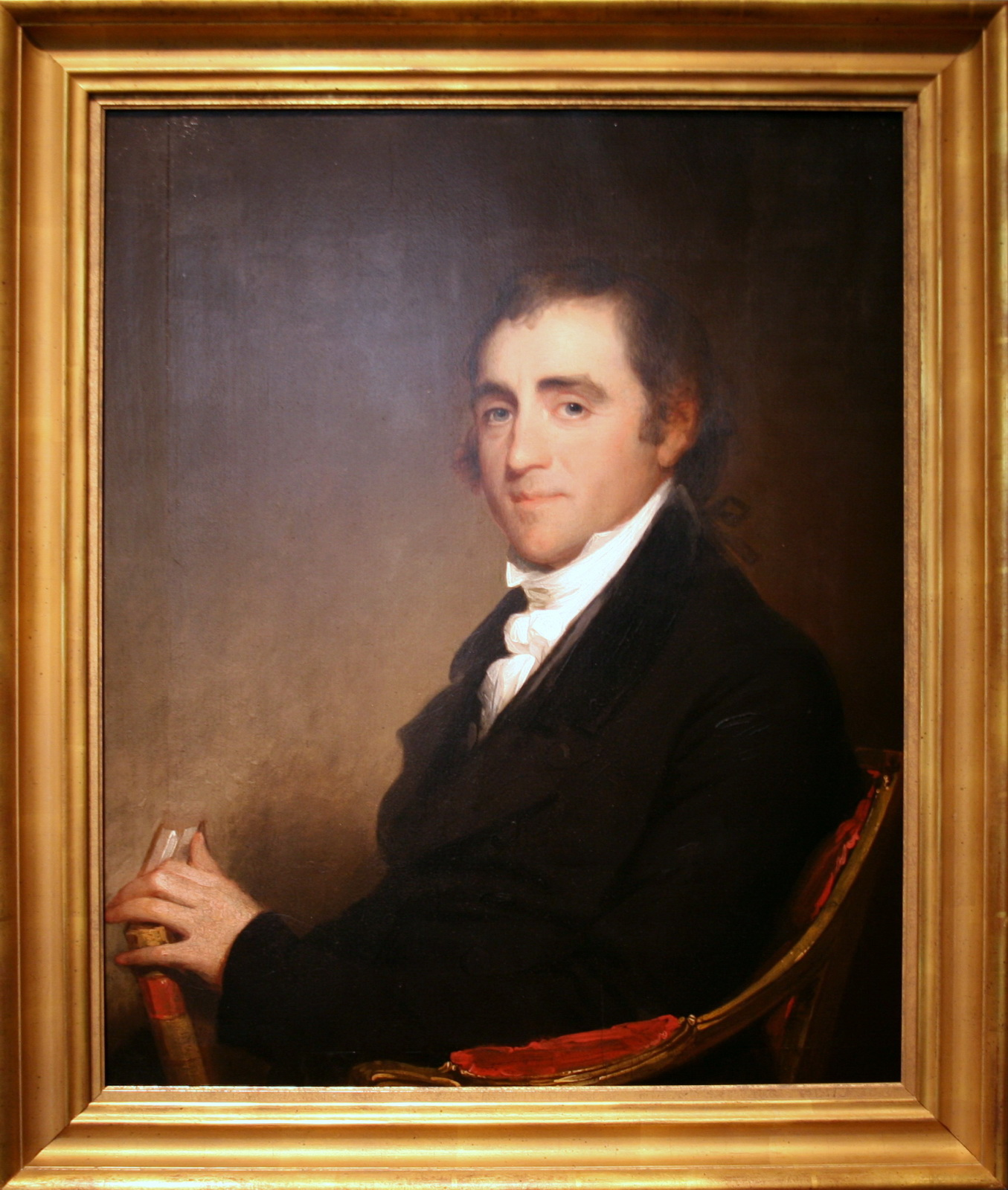
Fisher Ames.

Fisher Ames, född  den 9 april 1758 i Dedham, Massachusetts, död där den 4 juli 1808, var en amerikansk politiker och vältalare.
Ames idkade redan som pojke studier vid Harvard College, förtjänade dessemellan sitt uppehälle som lärare, graduerades vid 16 års ålder och blev 1781 praktiserande advokat i sin hemstad. Han hade flitigt studerat bibeln och olika länders vitterhet med ögonmärke att utbilda sig till vältalare, och hans glänsande retoriska begåvning blev snart uppskattad, sedan han 1788 invalts i delstaten Massachusetts lagstiftande församling. Samma år valdes han till medlem av kongressen, där han i åtta år utmärkte sig som debattör och nitiskt stödde George Washingtons styrelsegrundsatser. Sitt berömdaste tal höll han 1796 till försvar för den 1795 av John Jay avslutade handelstraktaten med England. På grund av sjuklighet drog han sig 1796 tillbaka från det offentliga livet och avböjde av samma skäl 1804 att bli president för Harvarduniversitetet. Ames var en älskvärd och oförvitlig personlighet, som talare varm, färgrik och fyndig. Hans politiska skrifter avhandla mestadels fientligheten mellan England och revolutionens Frankrike, med hänsyn till den inverkan denna kunde ha på Amerikas välfärd. Ames samlade arbeten utgavs 1809 (ny upplaga i 2 band 1854).